# Rafael de Nogales Méndez
Rafael de Nogales Méndez (ur. 14 października 1879 w San Cristóbal, zm. 10 lipca 1936 w Panamie) – wenezuelski oficer, generał major Armii Imperium Osmańskiego, podróżnik.

## Życiorys
Pochodził z bogatej rodziny. Kształcił się w Europie, gdzie nauczył się kilku języków obcych. Brał udział w wojnie amerykańsko-hiszpańskiej (1898) po stronie hiszpańskiej, w powstaniu przeciwko liberalnym rządom Wenezueli (1902) i był szpiegiem w wojnie rosyjsko-japońskiej (1905). Po wybuchu I wojny światowej usiłował bezskutecznie zaciągnąć się do sił zbrojnych różnych stron, ostatecznie otrzymał stopień majora w żandarmerii Imperium Osmańskiego.  
Wspomnienia ze służby w armii osmańskiej i świadectwo ludobójstwa Ormian opisał po latach w książce Four Years Under the Crescent. Relacjonował w niej, że był świadkiem „nieusprawiedliwionych masakr chrześcijan”, które wzbudziły w nim niesmak. Opisywał też, że za rzeź odpowiadały władze osmańskie. Zrezygnował ze służby na Kaukazie i został przeniesiony na front palestyński. 
Został odznaczony tureckim Orderem Medżydów II klasy i Medalem Wojennym oraz pruskim Krzyżem Żelaznym I i II klasy. Po wojnie współpracował z ruchem Augusto Sandino w Nikaragui. Na podstawie swych doświadczeń i przeżyć napisał kilka książek.